# Histiobranchus bathybius
Espèce
Histiobranchus bathybius est une espèce de poissons téléostéens serpentiformes vivant entre 295 et 5440 m de profondeur.
Histiobranchus bathybius se nourrit de crustacés, de poissons et de calmars. L'individu le plus grand, un mâle, mesure 137 cm.